# Utilizzatori dell'Airbus A300

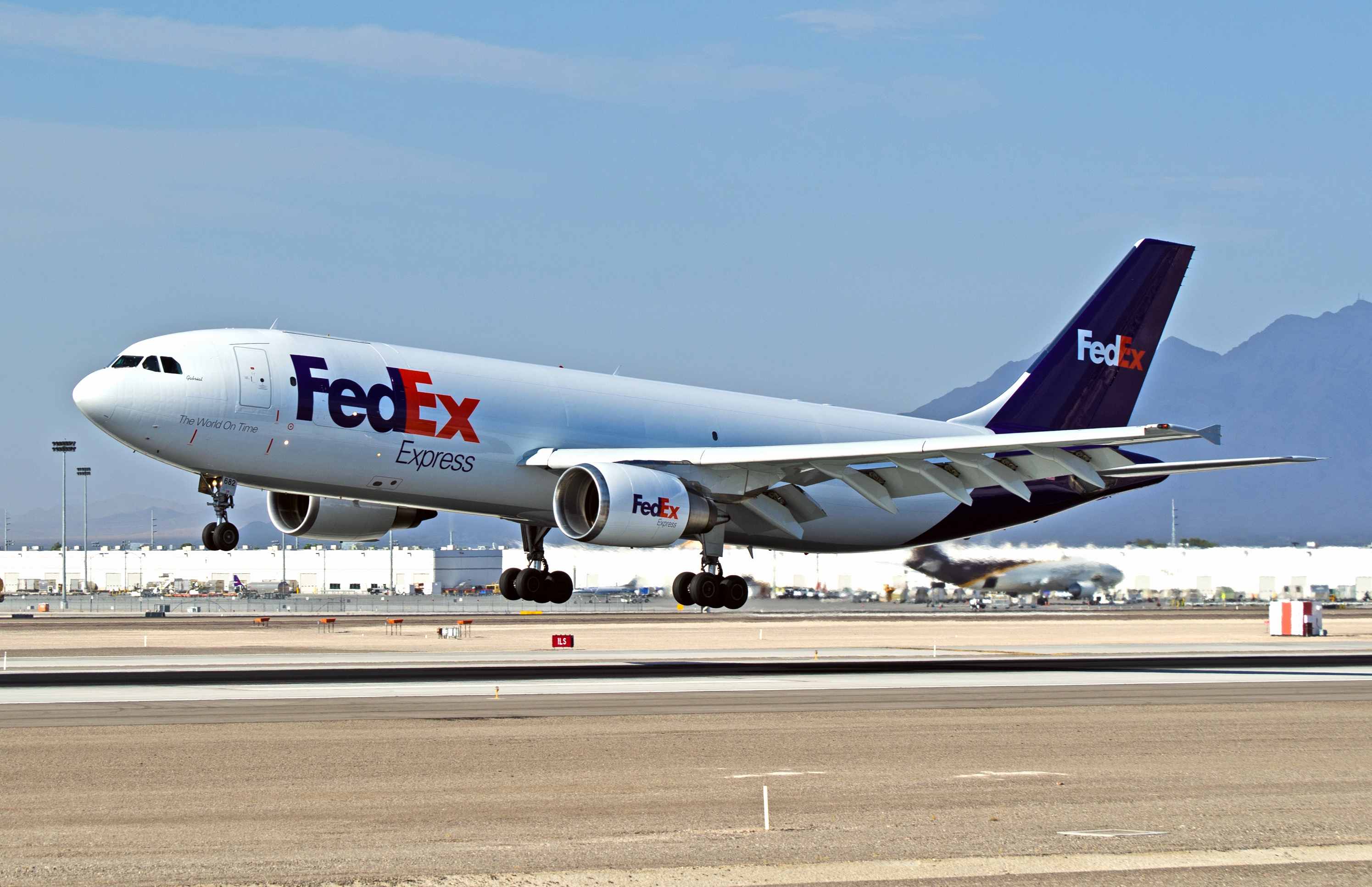
Un Airbus A300 di FedEx Express, l'utilizzatore principale di questo tipo di aereo.

L'Airbus A300 è un aereo di linea per rotte a medio raggio. È stato il primo modello prodotto dall'europea Airbus ed il primo bimotore wide-body. L'A300 ha effettuato il suo primo volo il 28 ottobre 1972 sull'aeroporto di Tolosa ed è entrato in servizio con la compagnia aerea Air France nel maggio 1974. La sua produzione è terminata nel luglio del 2007 con la consegna al vettore cargo FedEx del 561º esemplare (un A300-600), in data 12 luglio 2007.

## Ordini e consegne
Legenda tabella:
- O/C: Ordini e consegne.
- OP: Esemplari operativi.

Note:
- dati aggiornati al febbraio 2024[1][2][3];
- il numero degli esemplari operativi è da considerarsi una stima più o meno accurata;
- alcuni utilizzatori hanno più aerei operativi che ordinati. Ciò è dovuto al fatto che le compagnie hanno comprato velivoli di seconda mano o hanno effettuato leasing, e questi non risultano come ufficiali nel conteggio degli ordini;
- non sono inclusi nel conteggio gli esemplari dell'Airbus A300-600ST Beluga;
- l'Airbus A300 non è più in produzione, tutti gli esemplari ordinati sono stati consegnati.

| Compagnia                      | Compagnia                       | A300-B1/B2/B4/600 | A300-B1/B2/B4/600 |
| Stato                          | Nome                            | O/C               | OP                |
| ------------------------------ | ------------------------------- | ----------------- | ----------------- |
|                                | Aerei governativi/privati/altro | 3                 |                   |
| Kirghizistan (bandiera)        | AeroStan                        |                   | 2                 |
| Messico (bandiera)             | AeroUnion                       |                   | 3                 |
| Costa d'Avorio (bandiera)      | Air Afrique                     | 3                 |                   |
| Francia (bandiera)             | Air France                      | 23                |                   |
| Cina (bandiera)                | Air Hong Kong                   | 8                 | 7                 |
| India (bandiera)               | Air India                       | 3                 |                   |
| Francia (bandiera)             | Air Inter                       | 8                 |                   |
| Italia (bandiera)              | Alitalia                        | 8                 |                   |
| Stati Uniti (bandiera)         | American Airlines               | 35                |                   |
| Irlanda (bandiera)             | ASL Airlines Ireland            |                   | 4                 |
| Colombia (bandiera)            | Aviatur                         | 2                 |                   |
| Irlanda (bandiera)             | AWAS                            | 8                 |                   |
| Taiwan (bandiera)              | China Airlines                  | 15                |                   |
| Cina (bandiera)                | China Eastern Airlines          | 7                 |                   |
| Cina (bandiera)                | China Eastern Xibei Airlines    | 3                 |                   |
| Cina (bandiera)                | China Northern Airlines         | 6                 |                   |
| Belgio (bandiera)              | CityBird                        | 2                 |                   |
| Stati Uniti (bandiera)         | Continental Airlines            | 3                 |                   |
| Brasile (bandiera)             | Cruzeiro                        | 2                 |                   |
| Stati Uniti (bandiera)         | Eastern Air Lines               | 34                |                   |
| Georgia (bandiera)             | Easy Charter                    |                   | 1                 |
| Germania (bandiera)            | EAT Leipzig                     |                   | 24                |
| Egitto (bandiera)              | EgyptAir                        | 17                |                   |
| Emirati Arabi Uniti (bandiera) | Emirates                        | 5                 |                   |
| Stati Uniti (bandiera)         | FedEx Express                   | 42                | 64                |
| Finlandia (bandiera)           | Finnair                         | 2                 |                   |
| Giappone (bandiera)            | Galaxy Airlines                 | 1                 |                   |
| Indonesia (bandiera)           | Garuda Indonesia                | 9                 |                   |
| Germania (bandiera)            | Hapagfly                        | 7                 |                   |
| Spagna (bandiera)              | Iberia                          | 6                 |                   |
| Stati Uniti (bandiera)         | IFLC                            | 9                 |                   |
| Iran (bandiera)                | Iran Air                        | 8                 | 5                 |
| Iran (bandiera)                | Iran Airtour                    |                   | 4                 |
| Giappone (bandiera)            | Japan Air System                | 32                |                   |
| Singapore (bandiera)           | Japan Fleet Service             | 2                 |                   |
| Kirghizistan (bandiera)        | KAP.kg                          |                   | 1                 |
| Corea del Sud (bandiera)       | Korean Air                      | 32                |                   |
| Kuwait (bandiera)              | Kuwait Airways                  | 8                 |                   |
| Regno Unito (bandiera)         | Laker Airways                   | 3                 |                   |
| Germania (bandiera)            | Lufthansa                       | 23                |                   |
| Iran (bandiera)                | Mahan Air                       |                   | 5                 |
| Malaysia (bandiera)            | Malaysia Airlines               | 4                 |                   |
| Iran (bandiera)                | Meraj Airlines                  |                   | 1                 |
| Turchia (bandiera)             | MNG Airlines                    |                   | 3                 |
| Kirghizistan (bandiera)        | Moalem Aviation                 |                   | 3                 |
| Regno Unito (bandiera)         | Monarch Airlines                | 4                 |                   |
| India (bandiera)               | Nacil - Indian Airlines         | 10                |                   |
| Grecia (bandiera)              | Olympic Airlines                | 10                |                   |
| Pakistan (bandiera)            | Pakistan International Airlines | 4                 |                   |
| Stati Uniti (bandiera)         | Pan Am                          | 12                |                   |
| Filippine (bandiera)           | Philippine Airlines             | 5                 |                   |
| Stati Uniti (bandiera)         | Polaris Aircraft Leasing        | 5                 |                   |
| Iran (bandiera)                | Qeshm Air                       |                   | 2                 |
| San Marino (bandiera)          | San Marino Executive Aviation   |                   | 1                 |
| Arabia Saudita (bandiera)      | Saudia                          | 11                |                   |
| Svezia (bandiera)              | Scandinavian Airlines           | 4                 |                   |
| Singapore (bandiera)           | Singapore Airlines              | 8                 |                   |
| Kirghizistan (bandiera)        | SkyJet                          |                   | 1                 |
| Slovenia (bandiera)            | Solinair                        |                   | 2                 |
| Sudafrica (bandiera)           | South African Airways           | 7                 |                   |
| Thailandia (bandiera)          | Thai Airways International      | 33                |                   |
| Australia (bandiera)           | Trans Australia Airlines        | 5                 |                   |
| Belgio (bandiera)              | Trans European Airways          | 1                 |                   |
| Tunisia (bandiera)             | Tunisair                        | 1                 |                   |
| Stati Uniti (bandiera)         | United Parcel Service           | 53                | 52                |
| Brasile (bandiera)             | Varig                           | 2                 |                   |
| Brasile (bandiera)             | VASP                            | 3                 |                   |
| TOTALE                         | TOTALE                          | 561               | 185               |

## Timeline delle consegne
|      | 1974 | 1975 | 1976 | 1977 | 1978 | 1979 | 1980 | 1981 | 1982 | 1983 | 1984 | 1985 | 1986 | 1987 | 1988 | 1989 | 1990 |
| ---- | ---- | ---- | ---- | ---- | ---- | ---- | ---- | ---- | ---- | ---- | ---- | ---- | ---- | ---- | ---- | ---- | ---- |
| A300 | 4    | 8    | 13   | 15   | 15   | 26   | 39   | 38   | 46   | 11   | 19   | 16   | 10   | 11   | 17   | 24   | 19   |

|      | 1991 | 1992 | 1993 | 1994 | 1995 | 1996 | 1997 | 1998 | 1999 | 2000 | 2001 | 2002 | 2003 | 2004 | 2005 | 2006 | 2007 | Totale |
| ---- | ---- | ---- | ---- | ---- | ---- | ---- | ---- | ---- | ---- | ---- | ---- | ---- | ---- | ---- | ---- | ---- | ---- | ------ |
| A300 | 25   | 22   | 22   | 23   | 17   | 14   | 6    | 13   | 8    | 8    | 11   | 9    | 8    | 12   | 9    | 9    | 6    | 561    |

## Configurazioni di bordo
Legenda tabella:
- F: prima classe.
- B: business class.
- E+: premium economy class.
- E: economy class.

| Compagnia aerea | A300-600 | A300-600 | A300-600 | A300-600 | Totale posti |
| Compagnia aerea | F        | B        | E+       | E        | Totale posti |
| --------------- | -------- | -------- | -------- | -------- | ------------ |
| Iran Air        | –        | 20       | –        | 248      | 268          |
| Mahan Air       | –        | 21       | –        | 228      | 249          |
| Qeshm Air       | –        | –        | –        | 316      | 316          |